# Schubart-Literaturpreis
Lo  Schubart-Literaturpreis (in italiano Premio letterario Schubart)  è un importante premio letterario tedesco.
È stato istituito nel 1955 dallo stato del Baden-Württemberg in onore del poeta, scrittore e compositore Christian Friedrich Daniel Schubart. Il premio viene assegnato ogni due anni ad autori di lingua tedesca le cui opere riflettono un "pensiero liberale e illuminato" nello spirito di quello di Schubart.

## Albo dei vincitori
- 1956: Hugo Theurer, Eduard Thom
- 1960: Paul Wanner, Ernst Häußinger, Bernhard Hildebrand
- 1964: Heinz Rainer Reinhardt, Konrad Winkler, Wilhelm Koch, Kurt Seidel
- 1968: Michael Mann, Hartmann Ulmschneider
- 1972: Peter Lahnstein, Josef W. Janker
- 1974: Peter Härtling, Ernst R. Hauschka, Rolf Hellmut Foerster
- 1976: Dieter Narr, Margarete Hannsmann
- 1978: Richard Schmid, Horst Brandstätter, Georg Holzwarth
- 1980: Reinhard Siegert, Werner Dürrson, Roland Lang
- 1982: Otto Borst, Hartmut Müller, Peter Spranger
- 1984: Gerhard Storz, Walther Dürr, Dieter Wieland
- 1986: Kurt Honolka, Hartmut Geerken
- 1989: Eveline Hasler, Dieter Schlesak, Jürgen Walter
- 1991: Hermann Glaser, Karlheinz Bauer, Helmut Pfisterer
- 1993: Thomas Rosenlöcher, Henrike Leonhardt, Axel Kuhn
- 1995: Ralph Giordano, Hermann Baumhauer
- 1997: Alice Schwarzer
- 1999: Gabriele Goettle, Hellmut G. Haasis
- 2001: Robert Gernhardt, Hartmut Schick
- 2003: Uwe Timm
- 2005: Henryk M. Broder
- 2007: Friedrich Christian Delius
- 2009: Peter Schneider
- 2011: Hans Christoph Buch
- 2013: Jenny Erpenbeck
- 2015: Katja Petrowskaja
- 2017: Saša Stanišić
- 2019: Daniel Kehlmann
- 2021: Monika Helfer[2]
- 2023: Julia Schoch[3]